# Fusifilum emdeorum
Fusifilum emdeorum är en sparrisväxtart som beskrevs av J.S.Tang och Weiglin. Fusifilum emdeorum ingår i släktet Fusifilum och familjen sparrisväxter. Inga underarter finns listade i Catalogue of Life.